# Tipula middlekauffi
Tipula middlekauffi är en tvåvingeart som beskrevs av Alexander 1965. Tipula middlekauffi ingår i släktet Tipula och familjen storharkrankar. Inga underarter finns listade i Catalogue of Life.